# قائمة البعثات الدبلوماسية في مالطا

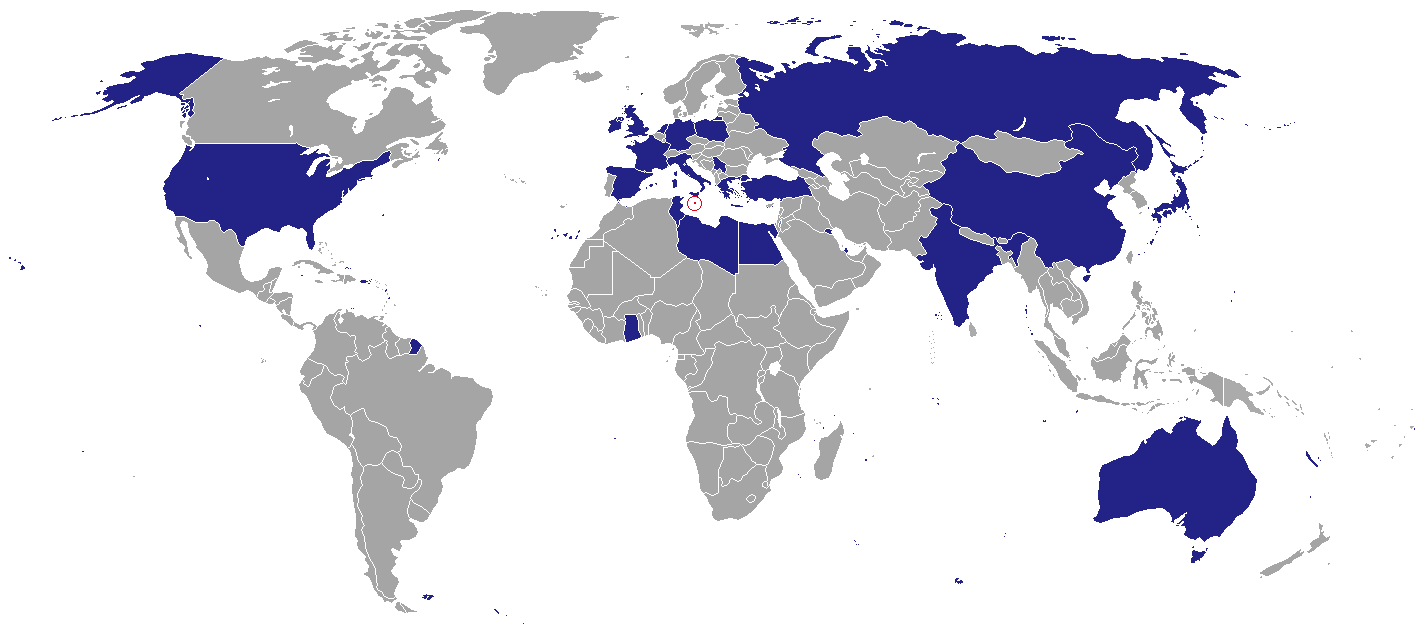
خريطة البعثات الدبلوماسية في مالطا.

تسرد هذه المقالة السفارات والقنصليات الموجودة في مالطا. يوجد حاليا 23 سفارة / مفوضية عليا في مالطا. وهناك العديد من الدول الأخرى لديها سفارات غير مقيمة.

## السفارات / المفوضيات العليا في مالطا
| الدولة           | نوع البعثة   | الموقع              | صورة المقر | مرجع   |
| ---------------- | ------------ | ------------------- | ---------- | ------ |
| أستراليا         | مفوضية عليا  | تا إزبيكس ‏ ، فاليتا |            | [ 1 ]  |
| الصين            | سفارة        | سانت جوليانز        |            | [ 2 ]  |
| مصر              | سفارة        | تا إزبيكس ‏، فاليتا  |            | [ 3 ]  |
| فرنسا            | سفارة        | فاليتا              |            | [ 4 ]  |
| ألمانيا          | سفارة        | تا إزبيكس ‏، فاليتا  |            | [ 5 ]  |
| غانا             | مفوضية عليا  | سليمة               |            | [ 6 ]  |
| اليونان          | سفارة        | تا إزبيكس ‏ ، فاليتا |            | [ 7 ]  |
| الفاتيكان        | سفارة رسولية | الربط ، فاليتا      |            | [ 8 ]  |
| هنغاريا          | مكتب تمثيلي  | فاليتا              |            | [ 9 ]  |
| الهند            | مفوضية عليا  | بيركيركارا          |            | [ 10 ] |
| أيرلندا          | سفارة        | تا إزبيكس ‏ ، فاليتا |            | [ 11 ] |
| إيطاليا          | سفارة        | فلوريانا            |            | [ 12 ] |
| الكويت           | سفارة        | بلزان               |            | [ 13 ] |
| ليبيا            | سفارة        | بلزان               |            | [ 14 ] |
| هولندا           | سفارة        | تا إزبيكس ‏ ، فاليتا |            | [ 15 ] |
| فلسطين           | سفارة        | سويكي               |            | [ 16 ] |
| قطر              | سفارة        | سويكي               |            | [ 17 ] |
| روسيا            | سفارة        | سان جوان            |            | [ 18 ] |
| فرسان مالطا      | سفارة        | فاليتا              |            | [ 19 ] |
| إسبانيا          | سفارة        | تا إزبيكس ‏ ، فاليتا |            | [ 20 ] |
| تونس             | سفارة        | عطار                |            | [ 21 ] |
| تركيا            | سفارة        | فلوريانا            |            | [ 22 ] |
| المملكة المتحدة  | مفوضية عليا  | تا إزبيكس ‏ ، فاليتا |            | [ 23 ] |
| الولايات المتحدة | سفارة        | تاكالي              |            | [ 24 ] |

## السفارات المعتمدة غير المقيمة
بعثات مقيمة في روما في إيطاليا ما لم يُذكر خلاف ذلك.
- أفغانستان
- ألبانيا
- الجزائر
- أندورا (أندورا لا فيلا)
- أنغولا
- الأرجنتين
- أرمينيا
- أستراليا (فيينا)
- أذربيجان
- البحرين (تونس)
- بنغلادش (أثينا)
- بلجيكا
- بنين
- بيلاروسيا
- البوسنة والهرسك
- بوتسوانا (لندن)
- البرازيل
- بلغاريا
- بوركينا فاسو (طرابلس الغرب)
- جمهورية أفريقيا الوسطى (باريس)
- الكاميرون (باريس)
- ساحل العاج (تونس)
- كوستاريكا
- كندا
- الرأس الأخضر
- تشيلي
- كولومبيا
- كرواتيا
- كوبا
- قبرص
- جمهورية التشيك
- الدنمارك
- جمهورية الدومينيكان (مدريد)
- دومينيكا (لندن)
- إستونيا
- إسواتيني (لندن)
- إثيوبيا
- فنلندا
- ولايات ميكرونيسيا المتحدة (نيويورك)
- فيجي (جنيف)
- غامبيا (مدريد)
- غينيا (طرابلس الغرب)
- غواتيمالا
- هايتي (باريس)
- هندوراس (باريس)
- هنغاريا
- أيسلندا (لندن)
- إندونيسيا
- إيران
- العراق
- إسرائيل
- اليابان
- الأردن (تونس)
- كازاخستان
- كينيا
- قيرغيزستان (جنيف)
- كوسوفو[ا]
- لاوس (جنيف)
- لاتفيا
- لبنان
- ليسوتو (لندن)
- ليتوانيا
- لوكسمبورغ
- جزر المالديف (جنيف)
- مالاوي (لندن)
- جزر مارشال (نيويورك)
- ماليزيا
- مالي (طرابلس الغرب)
- موريتانيا
- المكسيك
- مولدوفا
- موناكو
- منغوليا
- مونتينيغرو
- المغرب
- موزامبيق
- ناميبيا (لندن)
- نيبال (لندن)
- نيوزيلندا (مدريد)
- نيجيريا (طرابلس الغرب)
- كوريا الشمالية
- النرويج
- نيكاراغوا
- ناورو (نيويورك)
- سلطنة عمان
- باكستان (تونس)
- بنما
- بيرو
- الفلبين
- البرتغال
- رومانيا
- سان مارينو (سان مارينو)
- السعودية
- السنغال
- صربيا
- سيراليون (القاهرة)
- سلوفاكيا
- سلوفينيا
- جنوب أفريقيا
- كوريا الجنوبية
- سريلانكا
- سوريا
- السودان (طرابلس الغرب)
- السويد (ستوكهولم)
- سويسرا
- الصومال
- جنوب السودان (جنيف)
- تنزانيا
- تايلند (أثينا)
- توغو (باريس)
- تركمانستان
- تايوان
- طاجيكستان (باريس)
- أوكرانيا
- الإمارات العربية المتحدة
- أوروغواي
- أوزبكستان
- فنزويلا
- فانواتو (باريس)
- فيتنام
- اليمن (طرابلس الغرب)
- زيمبابوي
- زامبيا

## القنصليات والقنصليات الفخرية
- ألبانيا (قنصلية)[25]
- بنغلادش (قنصلية)[25]
- بلجيكا (قنصلية فخرية)[25]
- كندا (قنصلية)[25]
- تشيلي (قنصلية فخرية)[25]
- قبرص (قنصلية فخرية)[25]
- جمهورية التشيك (قنصلية فخرية)[25]
- الدنمارك (قنصلية)[25]
- الإكوادور (قنصلية)[25]
- إستونيا (قنصلية فخرية)[25]
- فنلندا (قنصلية فخرية)[25]
- الهند (قنصلية)[25]
- إندونيسيا (قنصلية فخرية)[25]
- موناكو (قنصلية فخرية)[25]
- نيوزيلندا (قنصلية)[25]
- باكستان (قنصلية)[25]
- بيرو (قنصلية)[25]
- الفلبين (قنصلية فخرية)[25]
- بولندا (قنصلية فخرية)[25]
- سان مارينو (قنصلية)[25]
- سيشل (قنصلية فخرية)[25]
- سيراليون (قنصلية)[25]
- سلوفاكيا (قنصلية فخرية)[25]
- سلوفينيا (قنصلية)[25]
- السويد (قنصلية فخرية)[25]

## سفارات سابقة / مفوضيات عليا
- أستراليا
- بلجيكا
- البرتغال
- سيراليون